# Condado de Christian (Kentucky)
O Condado de Christian é um dos 120 condados do Estado americano de Kentucky. A sede do condado é Hopkinsville, e sua maior cidade é Hopkinsville. O condado possui uma área de 1 875 km² (dos quais 7 km² estão cobertos por água), uma população de 72 265 habitantes, e uma densidade populacional de 39 hab/km² (segundo o censo nacional de 2000). O condado foi fundado em 1797.